# Giải quần vợt Wimbledon 2016 - Đôi nam xe lăn
Gustavo Fernández và Nicolas Peifer là đương kim vô địch, nhưng chọn không tham dự giải cùng nhau. Fernández chơi cùng với Joachim Gérard, nhưng thua ở vòng bán kết trước Alfie Hewett và Gordon Reid.
Hewett và Reid là nhà vô địch, đánh bại cặp đôi Stéphane Houdet và Peifer ở chung kết, 4–6, 6–1, 7–6(8–6).

## Hạt giống
1. Stéphane Houdet /  Nicolas Peifer (Chung kết, á quân)
2. Alfie Hewett /  Gordon Reid (Nhà vô địch)

## Kết quả

### Từ viết tắt
| - Q = Vòng loại - WC = Đặc cách - LL = Thua cuộc may mắn - Alt = Thay thế - SE = Miễn đặc biệt | - PR = Bảo toàn thứ hạng - w/o = Thắng nhờ đối thủ rút lui trước trận đấu - r = Bỏ cuộc giữa trận đấu - d = Bị xử thua - SR = Xếp hạng đặc biệt |

### Chung kết
|  | Bán kết | Bán kết                          | Bán kết | Bán kết                  | Bán kết |   |                                | Chung kết | Chung kết | Chung kết | Chung kết | Chung kết |  |
|  |         |                                  |         |                          |         |   |                                |           |           |           |           |           |  |
|  | 1       | Stéphane Houdet Nicolas Peifer   | 5       | 6                        | 78      |   |                                |           |           |           |           |           |  |
|  | 1       | Stéphane Houdet Nicolas Peifer   | 5       | 6                        | 78      |   |                                |           |           |           |           |           |  |
|  |         | Stefan Olsson Maikel Scheffers   | 7       | 1                        | 6       |   |                                |           |           |           |           |           |  |
|  |         | Stefan Olsson Maikel Scheffers   | 7       | 1                        | 6       | 1 | Stéphane Houdet Nicolas Peifer | 6         | 1         | 6         |           |           |  |
|  |         |                                  |         |                          |         | 1 | Stéphane Houdet Nicolas Peifer | 6         | 1         | 6         |           |           |  |
|  |         |                                  | 2       | Alfie Hewett Gordon Reid | 4       | 6 | 78                             |           |           |           |           |           |  |
|  |         | Gustavo Fernández Joachim Gérard | 2       | Alfie Hewett Gordon Reid | 4       | 6 | 78                             | 3         | 2         |           |           |           |  |
|  |         |                                  |         |                          |         |   |                                | 3         | 2         |           |           |           |  |
|  | 2       | Alfie Hewett Gordon Reid         | 6       | 6                        |         |   |                                |           |           |           |           |           |  |